# Erik Jørgensen (atlet)
 Der er flere personer med dette navn, se Erik Jørgensen.
Erik Arne Jørgensen (21 april 1920 i Nyborg - 9. juni 2005 i Odense) var en dansk atlet medlem af Helsingør IF.
Jørgensen kom fra Nyborg, hvor han som 18-årig spillede fodbold i mesterrækken. Som 20 årig flyttede han i 1940 til Helsingør, hvor der rigtigt kom gang i hans løbekarriere. Hurtigt løb han under to minutter på 800 meter og år efter år forbedredes hans tider på denne distance, således at han i 1947 kom ned på 1,51,4. Samme år satte han med 4,12,0 dansk rekord på en engelsk mile (1609 meter) og året før, løb han 2,26,8 min. på 1000 meter, hvilket var sjællandsk rekord. Fra 1946 koncentrerede han sig primært på 1500 meter og i hans første sæson på denne distance vandt han bronze ved EM i Oslo og løb på tiden 3,52,8.
1948 blev Jørgensen udtaget til OL og kun en måned før afrejsen, slog han Åge Poulsens danske 1500 meter rekord og løb 3,50,4. På OL i London blev han nummer 8 på tiden 3,54,5. Han vandt fem danske mesterskaber, fire på 1500 meter og et på 800 meter samt seks holdmesterskaber.

## Internationale mesterskaber
- 1948 OL 1500 meter gik til finalen hvor han blev nummer 8 på tiden 3,54,5 efter en anden plads i sit kvalifikatiobsheat.
- 1946 EM 1500 meter  Bronze 3,52,8

## Danske mesterskaber
- Guld 1951 1500 meter 3,54,2
- Guld 1948 800 meter 1,57,2
- Guld 1948 1500 meter 4,03,6
- Guld 1947 1500 meter 3,57,4
- Guld 1946 1500 meter 3,53,2

## Personlige rekord
- 800 meter: 1,51,4
- 1500 meter: 3,50,4 (1948)